# 藤巻亮太
藤巻 亮太（ふじまき りょうた、1980年1月12日 - ）は、ミュージシャン、シンガーソングライター、レミオロメンのボーカル兼ギター。山梨県東八代郡御坂町（現笛吹市）出身。既婚。 身長172cm。

## 人物、エピソード
レミオロメンではボーカルとギターをしている。また楽曲の全ての作詞とほぼ全ての楽曲の作曲をしている。
結成後、レミオロメンというバンド名を決める際のジャンケンで一番に勝ち、当時「OK Computer」や「Kid A」で高い評価を得ていたイギリスのロックバンド、レディオヘッドの頭文字「レ」をとった。
永遠のスターはTHE YELLOW MONKEYの吉井和哉である。これは藤巻がコンビニでバイトしていたころ店内でよくTHE YELLOW MONKEYの楽曲が流れていたためであると2007年3月30日放送の僕らの音楽で公言している。また、コラボレーション・ゲストに吉井を希望し「楽園」を2人で歌い初の共演を果たした。その後2009年8月15日にはJ-WAVE LIVE 2000+9（2日目）にトリとして出演後、アンコールで同日出演した吉井をステージに招き「JAM」を熱唱した。その他雑誌等で対談もしている。
非常に多くのギターを所有しておりライブでは楽曲に合わせてしばしばギターを交換している。主に使用されるのはフェンダー・テレキャスター、フェンダー・ストラトキャスター、リッケンバッカー、エピフォン・カジノ、ギブソン・レスポールなど。以前は他にもギブソン・ファイヤーバード、フェンダー・ジャズマスター、フェンダー・ジャガー、フェンダー・ムスタング、グレッチ、モズライトなどを使用していた。
30歳になる前に富士山に登頂したいと地元山梨山中湖で開催されたSPACE SHOWER SWEET LOVE SHOWER 2009のライブ出演の2日前に富士登山し登頂した。
ヒット曲である粉雪をリリースした頃は右目にかかるほどの長めのアシンメトリーであった。
初めて友達とセッションしたのはユニコーンの「すばらしい日々」。これが音楽の世界にはまっていくきっかけになった。初めて作った曲のタイトルは「コンクリート」。大学在学中「ライン」というバンドを組んでいた。
高校時代に購入したギブソン・レスポールをライブで使用することがある。落ち着く時間は「吉田拓郎の曲を聴いている時」。
登山家野口健と雑誌の対談をきっかけに交流を持ち、富士山の清掃活動に参加し、2010年の年末から翌年にかけてヒマラヤ登山を共にした。2011年2月5日放送のフジテレビミュージックフェアでヒマラヤの登山についてのコメントを行った。また、東日本大震災後、「歌の炊き出し」を幾度か行い、そのときに出来た「光をあつめて」で2012年2月29日にソロデビューすることが2011年12月6日に発表された。なお、2014年10月からSPEEDSTAR RECORDSに移籍している。
2018年5月31日にこれまで所属していた烏龍舎からの独立を発表。同年10月7日に自身初の主催フェス「Mt.FUJIMAKI 2018」を地元山梨にて開催。
2019年4月3日、レミオロメン時代の曲を、アコースティック中心のアレンジでセルフカバーするアルバム「RYOTA FUJIMAKI Acoustic Recordings 2000-2010」をリリース。4～6月、弾き語り全国ツアー「藤巻亮太“In the beginning”」を開催。同年6月14日、 公益財団法人 日本オリンピック委員会主催「オリンピックコンサート2019」にてゲストアーティストとして「粉雪」「もっと遠くへ」「３月９日」を歌唱。6月26日、サントリーウイスキー「角瓶」TV-CMソング「ウイスキーが、お好きでしょ」、8月7日「僕らの街」（NEXCO中日本CMソング）を配信限定リリース。9月29日には２回目となる自身主催の野外音楽フェス「Mt.FUJIMAKI 2019」を、山中湖交流プラザきららにて開催した。
2020年1月11日、テレビ東京系『ウルトラマン クロニクルZERO&GEED』オープニング主題歌「Heroes」を配信限定リリース。1月29日、BUCK-TICKトリビュートアルバム『PARADE III ～RESPECTIVE TRACKSOF BUCK-TICK～』に参加。（M13「JUST ONE MORE KISS」）2月25日～29日には初の５日間連続公演「RYOTA FUJIMAKI 紀伊國屋サザンシアター 5days 『Back to the Music!!!』」を紀伊國屋サザンシアターにて開催。7月5日には配信ライブ「ON YOUR LIVE 2020」を開催した。9月3日、2020年初の3ピースバンド編成での配信ライブ『THANK YOU aLIVE 2020 ～The Music Runners～』を開催。10月4日、【特別コラボ】『春風亭一之輔・藤巻亮太 二人会 ～芝浜と粉雪～』を人見記念講堂にて開催。11月11日、デビュー20周年を迎える中島美嘉とタッグを組んだ周年記念スペシャル企画ソング『真冬のハーモニー』を先行配信。12月1日、サントリーホールにて Ryota Fujimaki　『The Premium Concert 2020』を開催した。
2021年、震災復興支援ラジオでの共演がきっかけで誕生した川嶋あいとのコラボレーション楽曲「どうにか今日まで生きてきた feat. 藤巻亮太」を3月12日に配信リリース。10月2日には「Mt.FUJIMAKI 2021」を新型コロナウイルスの感染拡大防止の観点からオンライン・ライブで開催。
2022年10月1日～2日に3年ぶりの現地開催となる「Mt.FUJIMAKI 2022」を山中湖交流プラザきららにて開催。
2023年1月25日、4th Album「Sunshine」をリリースし、「藤巻亮太 Live Tour 2023 『Sunshine』」を開催。10月7日～8日には「Mt.FUJIMAKI 2023」を開催。
レミオロメン時代の楽曲「3月9日」のCDリリース20周年を迎える2024年3月9日、日比谷野外音楽堂にて「Ryota Fujimaki 『THANK YOU LIVE 2024』」を開催。

## ディスコグラフィ
2012年2月29日にシングル「光をあつめて」でソロデビュー。

### シングル
| 枚  | リリース日     | タイトル             | 規格品番                    | 最高位 | 初収録アルバム |
| --- | -------------- | -------------------- | --------------------------- | ------ | -------------- |
| 1st | 2012年2月29日  | 光をあつめて         | AVCO-36072                  | 19位   | オオカミ青年   |
| 2nd | 2012年8月15日  | 月食/Beautiful day   | AVCO-36076 (数量限定生産盤) | 32位   | オオカミ青年   |
| 3rd | 2014年12月17日 | ing                  | VICL-37001                  | 36位   | 日々是好日     |
| 4th | 2015年12月16日 | 大切な人/8分前の僕ら | VICL-37288                  | 42位   | 日々是好日     |

#### 配信限定シングル
|      | 発売日         | タイトル                   | 初収録作品         |
| ---- | -------------- | -------------------------- | ------------------ |
| 1st  | 2014年10月1日  | アメンボ                   | ing                |
| 2nd  | 2016年5月11日  | go my way                  | 北極星             |
| 3rd  | 2017年3月1日   | 3月9日                     | 北極星（初回盤）   |
| 4th  | 2019年6月26日  | ウイスキーが、お好きでしょ | Sunshine（初回盤） |
| 5th  | 2019年8月7日   | 僕らの街                   | Sunshine           |
| 6th  | 2019年9月11日  | Summer Swing               | Sunshine（初回盤） |
| 7th  | 2020年1月11日  | Heroes                     | Sunshine           |
| 8th  | 2021年9月11日  | まほろば                   | Sunshine           |
| 9th  | 2022年11月23日 | この道どんな道             | Sunshine           |
| 10th | 2023年2月26日  | 朝焼けの向こう             | 儚く脆いもの       |
| 11th | 2025年1⽉29⽇  | 真っ白な街                 | 儚く脆いもの       |

### フルアルバム
| 枚  | リリース日     | タイトル     | 規格品番                                                                                | 規格                   | 最高位 |
| --- | -------------- | ------------ | --------------------------------------------------------------------------------------- | ---------------------- | ------ |
| 1st | 2012年10月17日 | オオカミ青年 | AVCO-36074/B - C (初回盤) AVCO-36075/B (初回盤) AVCO-36077/B(通常盤) AVCO-36078(通常盤) | 2CD+DVD 2CD CD＋DVD CD | 12位   |
| 2nd | 2016年3月23日  | 日日是好日   | VICL-65039                                                                              | CD                     | 22位   |
| 3rd | 2017年9月20日  | 北極星       | VICL-64845(初回盤) VICL-64846(通常盤)                                                   | CD                     | 20位   |
| 4th | 2023年1月25日  | Sunshine     | VIZL-2145(初回盤) VICL-65771(通常盤)                                                    | 2CD CD                 | 27位   |
| 5th | 2025年3月26日  | 儚く脆いもの | VIZL- 2434（初回盤）VICL- 66061（通常盤）                                               | CD＋DVD CD             |        |

### ミニアルバム
| 枚  | リリース日    | タイトル   | 規格品番                            | 規格       | 最高位 |
| --- | ------------- | ---------- | ----------------------------------- | ---------- | ------ |
| 1st | 2015年5月13日 | 旅立ちの日 | VIZL-844(初回盤) VICL-64444(通常盤) | CD+写真 CD | 16位   |

### セルフカバーアルバム
| 枚  | リリース日   | タイトル                                     | 規格品番   | 規格 | 最高位 |
| --- | ------------ | -------------------------------------------- | ---------- | ---- | ------ |
| 1st | 2019年4月3日 | RYOTA FUJIMAKI Acoustic Recordings 2000-2010 | VICL-65156 | CD   | 17位   |

### ライブアルバム
| 枚  | リリース日    | タイトル                                   | 規格 |  |
| --- | ------------- | ------------------------------------------ | ---- |  |
| 1st | 2018年4月25日 | 藤巻亮太 Polestar Tour 2017 Final at Tokyo | 配信 |  |

### 参加作品
- JAPAN UNITED with MUSIC「All You Need Is Love」（2012年3月7日）
- デビュー20周年を迎える中島美嘉とタッグを組んだ周年記念スペシャル企画ソング「真冬のハーモニー」（作詞・作曲：藤巻亮太）（2020年11月11日 先行配信）
- 震災復興支援ラジオでの共演がきっかけで誕生した川嶋あいとのコラボレーション楽曲「どうにか今日まで生きてきた feat. 藤巻亮太」(2021年3月12日に配信）
- 冨田ラボ「さあ話そう feat. 藤巻亮太」(2021年11月24日配信）
- 宮沢和史 with 藤巻亮太「遠影」(2024年2月14日配信）

### 楽曲提供
| 発売日        | タイトル                   | 収録曲       | 備考       |
| ------------- | -------------------------- | ------------ | ---------- |
| 2017年4月26日 | 平原綾香『LOVE 2』         | 三日月○○     | 作詞・作曲 |
| 2022年11月9日 | ジェジュン『Fallinbow』    | 僕を見つめて | 作曲       |
| 2023年11月1日 | 20th Century『回れよ地球』 | 回れよ地球   | 作詞・作曲 |

## ミュージックビデオ
| 公開日 | 監督                | 曲名         | 備考 |
| ------ | ------------------- | ------------ | ---- |
| 2012年 | 柿本ケンサク        | 光をあつめて |      |
| 2012年 | 竹内スグル          | 月食         |      |
| 2012年 | 袴田晃司            | オオカミ青年 |      |
| 2014年 | 柿本ケンサク        | ing          |      |
| 2015年 | 高木聡              | 旅立ちの日   |      |
| 2015年 | 大久保拓朗          | 大切な人     |      |
| 2015年 | 菱川勢一            | 8分前の僕ら  |      |
| 2016年 | 菱川勢一            | 日日是好日   |      |
| 2016年 | 菱川勢一            | go my way    |      |
| 2017年 | イケダケイ          | 北極星       |      |
| 2017年 | 3月9日              |              |      |
| 2019年 | ムラカミタツヤ      | 僕らの街     |      |
| 2019年 | ムラカミタツヤ      | Summer Swing |      |
| 2021年 | 広瀬奈々子 / 津野愛 | まほろば     |      |
| 2023年 | 髙木聡              | Sunshine     |      |

## タイアップ
| タイトル                   | タイアップ先                                                                  |
| -------------------------- | ----------------------------------------------------------------------------- |
| 3月9日                     | 大塚製薬「カロリーメイト」のCMソング（セルフカバー）                          |
| アメンボ                   | 山梨放送開局60周年記念作品 映画「太陽の坐る場所」主題歌                       |
| Beautiful day              | 学校法人モード学園 総合メディカル学園（首都医校/大阪医専/名古屋医専）CMソング |
| 8分前の僕ら                | ネスレ「KIT MUSIC」第一弾ソング                                               |
| 大切な人                   | “NIVEAブランド” 2015年TV-CMソング                                             |
| おくりもの                 | AOKIフレッシャーズTV-CMソング                                                 |
| 優しい星                   | 「三井アウトレットパーク ウインターセール篇」TVCMソング                       |
| go my way                  | TVアニメ「エンドライド」エンディングテーマ                                    |
| 北極星                     | 「リブ・マックス ホテルズ&リゾート」TVCMソング                                |
| LIFE                       | 『ツール・ド・東北』公式テーマソング                                          |
| ウイスキーが、お好きでしょ | サントリーウィスキー「角瓶」CMソング                                          |
| 僕らの街                   | 中部横断自動車道 新清水JCT～富沢IC間 開通記念TVCMソング                       |
| Heroes                     | テレビ東京系「ウルトラマン クロニクル ZERO&GEED」オープニング主題歌           |
| まほろば                   | サントリー天然水「北アルプス」テーマソング                                    |
| この道どんな道             | TBS駅伝（プリンセス・クイーンズ・ニューイヤー駅伝）テーマ曲                   |
| 朝焼けの向こう             | 漫画「いくさの子 織田三郎信長伝」コラボレーションソング                       |

## レギュラー

### ラジオ
- 野口健×藤巻亮太のROCK THE EAHTH!（TOKYO FM、2014年7月 - 9月）
- 藤巻亮太の日日是好日 (JFN系列各局、2016年4月 - 2018年9月)
- J-WAVE開局25周年 復興支援ラジオ番組「Hitachi Systems HEART TO HEART」（株式会社日立システムズ提供） 7代目ナビゲーターに就任。（2019年4月～2020年3月）

被災地を取材する中で感じた想いと、現地の人々の願いを一つに紡ぎ、楽曲「大地の歌」を書き下ろし、2020年3月11日にJ-WAVE『GOOD NEIGHBORS』で初披露。
- FM藤巻（FM-FUJI、2020年4月 - ）

### 連載
- 朝日新聞デジタル 好書好日にて読書コラム「藤巻亮太の旅是好日」連載（2018年6月～連載中）

## 主なライブ

### ワンマンライブ・主催イベント
- 2012年04月12日 - 藤巻亮太「光をあつめて」SPECIAL LIVE
- 2012年09月 - 藤巻亮太 LIVE 2012"ECLIPSE"
- 2012年11月 - オオカミ青年アコースティックライブ
- 2013年01月〜02月 - 藤巻亮太 TOUR 2013 "オオカミ青年"
- 2013年09月〜11月 - 明日の歌旅2013
- 2014年04月〜05月 - 明日の歌旅2014
- 2014年11月02日 - 日本大学法学部 PHOENIX LIVE 2014 藤巻亮太 from レミオロメンLIVE
- 2014年11月03日 - Acoustic Live in 奈良大
- 2015年05月14日〜05月28日 - 藤巻亮太 TOUR 2015 「旅立ちの日」
- 2016年02月17日〜03月06日 - 藤巻亮太 TOUR 2016 ～歌旅編～
- 2016年03月09日18:30～ - 藤巻亮太 3月9日 PREMIUM DAY !! SPECIAL TALK & LIVE
- 2016年03月09日21:00～ - 藤巻亮太 3月9日 PREMIUM DAY !!『日日是好日』SPECIAL LIVE
- 2016年03月19日 - エフエム山陰公開録音 「藤巻亮太トーク&ライブinイオンモール日吉津」
- 2016年04月16日〜05月27日 - 藤巻亮太 TOUR 2016 ～春祭編～
- 2016年10月01日～10月15日 - 藤巻亮太 TOUR 2016 ～秋祭編～
- 2017年03月09日 - 藤巻亮太 3月9日 PREMIUM LIVE 2017
- 2017年10月22日～11月18日 - 藤巻亮太 Polestar Tour 2017
- 2017年11月25日 - 神戸常盤大 常盤祭
- 2018年5月19日、6月3日 - 「藤巻亮太 SPECIAL LIVE -藤巻 春のファン祭り- supported by EPSON」
- 2018年9月30日 - 渋谷ストリーム開業記念イベント 藤巻亮太ワンマンライブ
- 2018年10月07日 - Mt.FUJIMAKI2018
- 2018年11月10日 - 渋谷ストリームホール 藤巻亮太ワンマンライブ
- 2019年2月17日 - おりなす八女　Music Special～藤巻亮太コンサート2019
- 2019年3月9日 - 藤巻亮太 ”In the beginning” Episode.0
- 2019年4月～6月 - 藤巻亮太 弾き語り LIVE TOUR 2019 "In the beginning"
- 2019年6月19日 - 山梨県立笛吹高校10周年記念ライブ
- 2019年6月23日 - 藤巻亮太“In the beginning”Epilogue
- 2019年9月29日 - Mt.FUJIMAKI 2019
- 2019年11月18日 - FC限定公演「Back to the Music!!! ～prologue～」
- 2019年12月28日 - 年末特別公演  Ryota Fujimaki with Ai Kuwabara Strings The Premium Concert 2019
- 2020年1月12日 - 藤巻亮太 祝・生誕40th！「Heroes」リリース記念SP LINE LIVE特番
- 2020年1月25日 - FC限定公演「Back to the Music!!! ～prologue～vol.2」
- 2020年2月9日 - 藤巻亮太 Acoustic Live 2020
- 2020年2月25日～29日 - RYOTA FUJIMAKI 紀伊國屋サザンシアター 5days 『Back to the Music!!!』
- 2020年3月9日 - THANK YOU LINE mini LIVE 2020　生配信
- 2020年4月～5月 - インスタライブ（全5回）
- 2020年7月5日 - 配信ライブ『ON YOUR LIVE 2020』
- 2020年9月3日 - 3ピースバンド編成 配信ライブ『THANK YOU aLIVE 2020 ～The Music Runners～』
- 2020年10月4日 - 特別コラボ『春風亭一之輔・藤巻亮太 二人会 ～芝浜と粉雪～』
- 2020年11月13日 - 藤巻亮太 Acoustic Live 2020 ～府中の森Special～
- 2020年11月15日〜11月29日 - 藤巻亮太 Acoustic Live 2020
- 2020年12月1日 - Ryota Fujimaki「The Premium Concert 2020」
- 2021年3月9日 - SPECIAL LIVE『3月の風』
- 2021年3月9日 - LINE LIVE『3月の風 on LINE』
- 2021年5月21日 - THANK YOU LIVE 2021
- 2021年7月10日 - Ryota Fujimaki Charity Online Live & Message
- 2021年7月15日 - 藤巻亮太SPECIAL ONLINE LIVE「Power of Music」powered by J-WAVE
- 2021年9月11日 - 藤巻亮太「まほろば」リリース記念YouTube Live
- 2021年10月17日 - Ryota Fujimaki「The Premium Concert ～Another Story～」
- 2021年10月28日〜12月5日 - Acoustic Live Tour 2021「まほろば」
- 2021年12月29日 - The Premium Concert 2021
- 2022年1月22日 - SPECIAL LIVE 2022
- 2022年3月9日 - Back to the Music!!! 2022
- 2022年10月2日 - Mt.FUJIMAKI 2022[17]
- 2022年12月3日〜12月11日 - 藤巻亮太 Acoustic Live Tour 2022[18]
- 2022年12月29日 - The Premium Concert 2022
- 2023年1月25日 - 4th Album 「Sunshine」 リリース記念ライブ 『Prism』
- 2023年1月29日〜2月19日 - Acoustic Live 2023
- 2023年2月25日～2023年3月22日 - Live Tour 2023 「Sunshine」
- 2023年3月9日 - THANK YOU LIVE 2023
- 2023年10月7日～8日 - Mt.FUJIMAKI 2023
- 2023年11月25日 - 大田市民会館 開館60周年記念 「藤巻亮太SPECIAL LIVE」
- 2023年12月16日 - Acoustic Live 2023
- 2023年12月23日 - FC限定 X'mas イベント
- 2023年12月28日 - Premium Concert 2023
- 2024年1月21日～2月18日 -  Acoustic Live 2024
- 2024年3月9日 - THANK YOU LIVE 2024
- 2024年5月20日～ Nice To Meet You !!